# 1899 en Grèce
Chronologie de la Grèce
- 1895
- 1896
- 1897
- 1898
- 1899
- 1900
- 1901
- 1902
- 1903

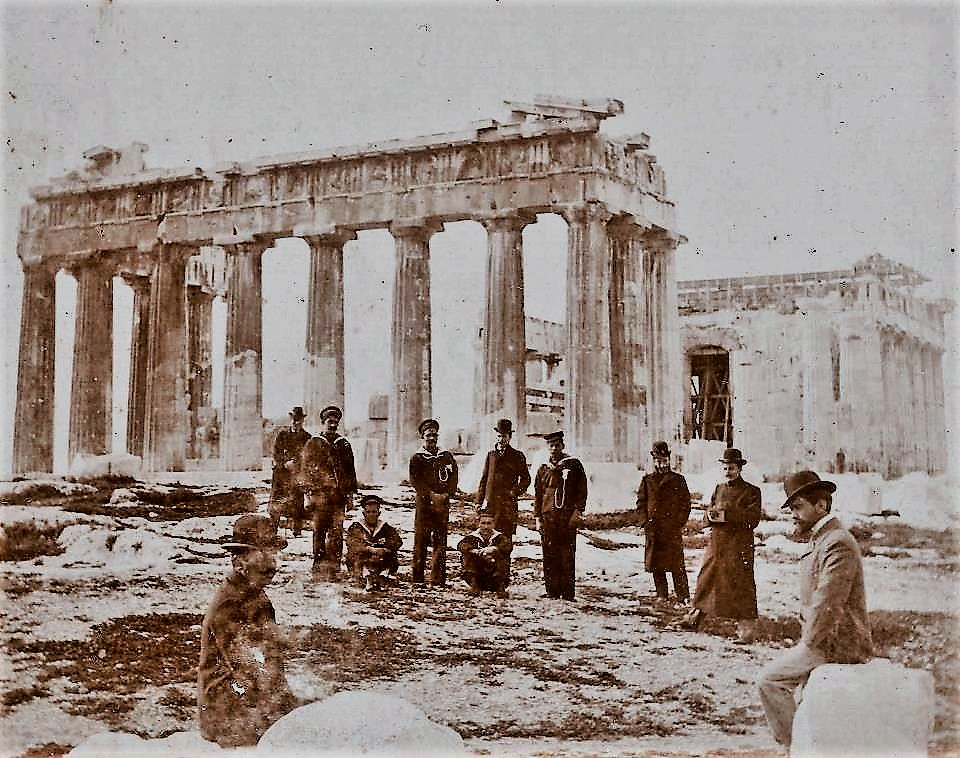
Le Parthénon en 1899.

Cette page concerne les évènements survenus en 1899 en Grèce  :

## Évènement
- 7 février : Élections législatives grecques

## Création
- Argolide
- Préfecture de l'Attique (en)

## Naissance
- Anastásios Drívas (el), écrivain.
- Geórgios Loúlis (el), personnalité politique.
- Chrístos Péppas (el), joueur de football.
- Stélios Perpiniádis, chanteur.
- Ángelos I. Siágas (el), architecte.
- Stylianós Mavromichális, Premier ministre.

## Décès
- Damianós Georges (el), écrivain, médecin.
- Dionýsios Iliakópoulos (el), poète.
- Geórgios Typáldos Kozákis (el), personnalité politique.
- Nadezhda Medvedeva (en), actrice russe (morte à Corfou)